# Treponema pallidum
Treponema palidum este o bacterie din clasa spirochetelor care este agentul etiologic al sifilisului. Este o bacterie gram-spiralată care se divide la fiecare 30-33 ore. Este sensibilă la oxigen și la temperaturi mai mari de 40 grade C. Poate să fie distrusă chiar de săpun și alcool dar și de majoritatea antibioticelor.